# Episodi di Casalingo Superpiù (sesta stagione)
La sesta stagione della serie televisiva Casalingo Superpiù è stata trasmessa in anteprima negli Stati Uniti d'America dalla ABC tra il 19 settembre 1989 e l'8 maggio 1990.
| nº | Titolo originale                 | Titolo italiano | Prima TV USA      | Prima TV Italia |
| -- | -------------------------------- | --------------- | ----------------- | --------------- |
| 1  | In Search of Tony                |                 | 19 settembre 1989 |                 |
| 2  | Life's a Ditch                   |                 | 26 settembre 1989 |                 |
| 3  | In Your Dreams                   |                 | 3 ottobre 1989    |                 |
| 4  | Sam's Novel Romance              |                 | 10 ottobre 1989   |                 |
| 5  | Tony and the Professor           |                 | 24 ottobre 1989   |                 |
| 6  | Mother and Child Disunion        |                 | 31 ottobre 1989   |                 |
| 7  | Sam Can Manage                   |                 | 7 novembre 1989   |                 |
| 8  | Supermom Burnout                 |                 | 14 novembre 1989  |                 |
| 9  | Sex, Lies and Exercise Tape      |                 | 21 novembre 1989  |                 |
| 10 | To Tony, with Love               |                 | 28 novembre 1989  |                 |
| 11 | The World Accordion to Jonathan  |                 | 5 dicembre 1989   |                 |
| 12 | Gambling Jag                     |                 | 12 dicembre 1989  |                 |
| 13 | Sam Accelerates                  |                 | 2 gennaio 1990    |                 |
| 14 | Tony Kills                       |                 | 9 gennaio 1990    |                 |
| 15 | Dear Landlord                    |                 | 16 gennaio 1990   |                 |
| 16 | Mona and Walter and Sam and Eric |                 | 23 gennaio 1990   |                 |
| 17 | Micelli's Marauders              |                 | 30 gennaio 1990   |                 |
| 18 | Her Father's Daughter            |                 | 6 febbraio 1990   |                 |
| 19 | ake Me Back to the Ballgame      |                 | 13 febbraio 1990  |                 |
| 20 | I Dream of Genealogy             |                 | 20 febbraio 1990  |                 |
| 21 | Couple Trouble                   |                 | 27 febbraio 1990  |                 |
| 22 | Operation Mona                   |                 | 13 marzo 1990     |                 |
| 23 | Road Scholar                     |                 | 27 marzo 1990     |                 |
| 24 | Beautician Heal Thyself          |                 | 10 aprile 1990    |                 |
| 25 | Sit Down and Be Counted          |                 | 1º maggio 1990    |                 |
| 26 | The All-Nighter                  |                 | 8 maggio 1990     |                 |